# Guglielmo Giombanco

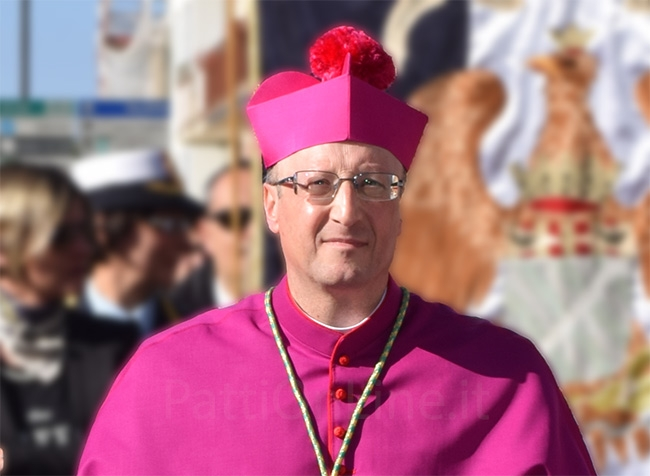
Guglielmo Giombanco

Wappen von Guglielmo Giombanco

Guglielmo Giombanco (* 15. September 1966 in Catania, Italien) ist ein italienischer Geistlicher und römisch-katholischer Bischof von Patti.

## Leben
Guglielmo Giombanco empfing am 7. September 1991 durch den Bischof von Acireale, Giuseppe Malandrino, das Sakrament der Priesterweihe.
Am 1. Februar 2017 ernannte ihn Papst Franziskus zum Bischof von Patti. Der Erzbischof von Catania, Salvatore Gristina, spendete ihm am 20. April desselben Jahres die Bischofsweihe. Mitkonsekratoren waren sein Amtsvorgänger Ignazio Zambito, und der Bischof von  Acireale, Antonino Raspanti.